# Von Braun (cráter)

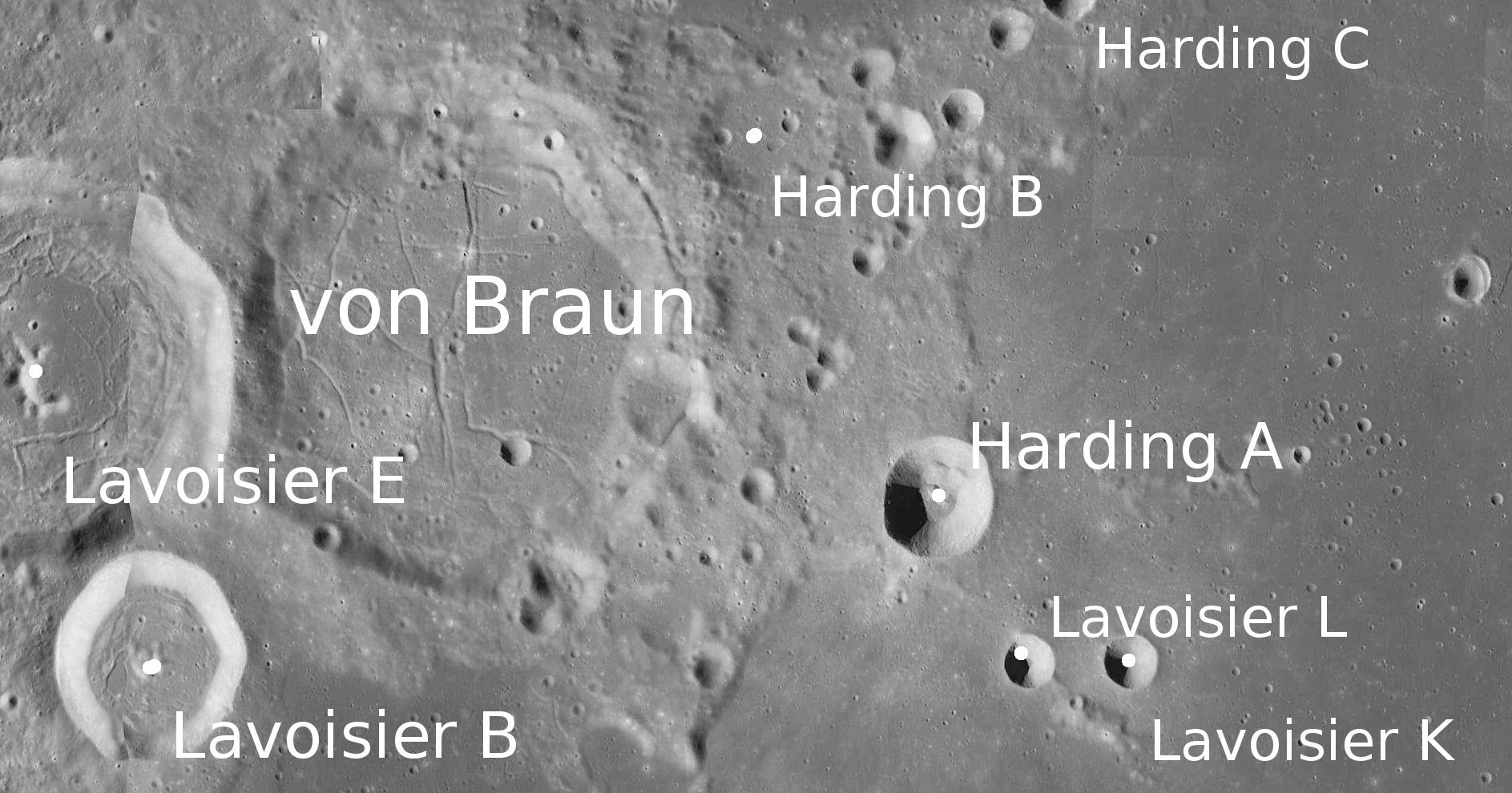
Entorno de Von Braun

Von Braun, llamado así por el pionero de los cohetes Wernher von Braun, es un cráter de impacto situado cerca del terminador noroccidental de la Luna. Se encuentra en el borde occidental del Oceanus Procellarum, al noreste del cráter Lavoisier. El borde noreste de este cráter coincide con el borde de la Sinus Roris, un elemento característico de la bahía en la parte del noroeste del Oceanus Procellarum. Debido a su proximidad al limbo, este cráter aparece significativamente escorzado cuando se ve desde la Tierra.
|  |

Este cráter está algo distorsionado con respecto a una forma circular, y es levemente más largo al norte y al sur. El borde exterior ha sufrido alguna erosión debido a impactos posteriores. Más notablemente, el cráter Lavoisier E está unido al borde occidental, y su terraplén exterior atraviesa parte de la pared interna de von Braun. Existen pequeños impactos en la orilla del océano al sureste y al este, y otros cráteres en los bordes noreste y suroeste. La pared interior se ha desplomado en los lados sureste y noroeste para formar una ladera de tipo aterrazado. El suelo interior es relativamente llano y sin rasgos, con unos pequeños cráteres que marcan la superficie.
Este cráter fue previamente identificado como Lavoisier D antes de serle asignado su nombre actual por la UAI.